# عثمان كانتي
عثمان كانتي (بالفرنسية: Ousmane Kanté) (من مواليد 21 سبتمبر 1989) هو لاعب كرة قدم محترف يلعب كمدافع لنادي باريس. ولد في فرنسا، ويلعب مع منتخب غينيا.